# 薑餅人

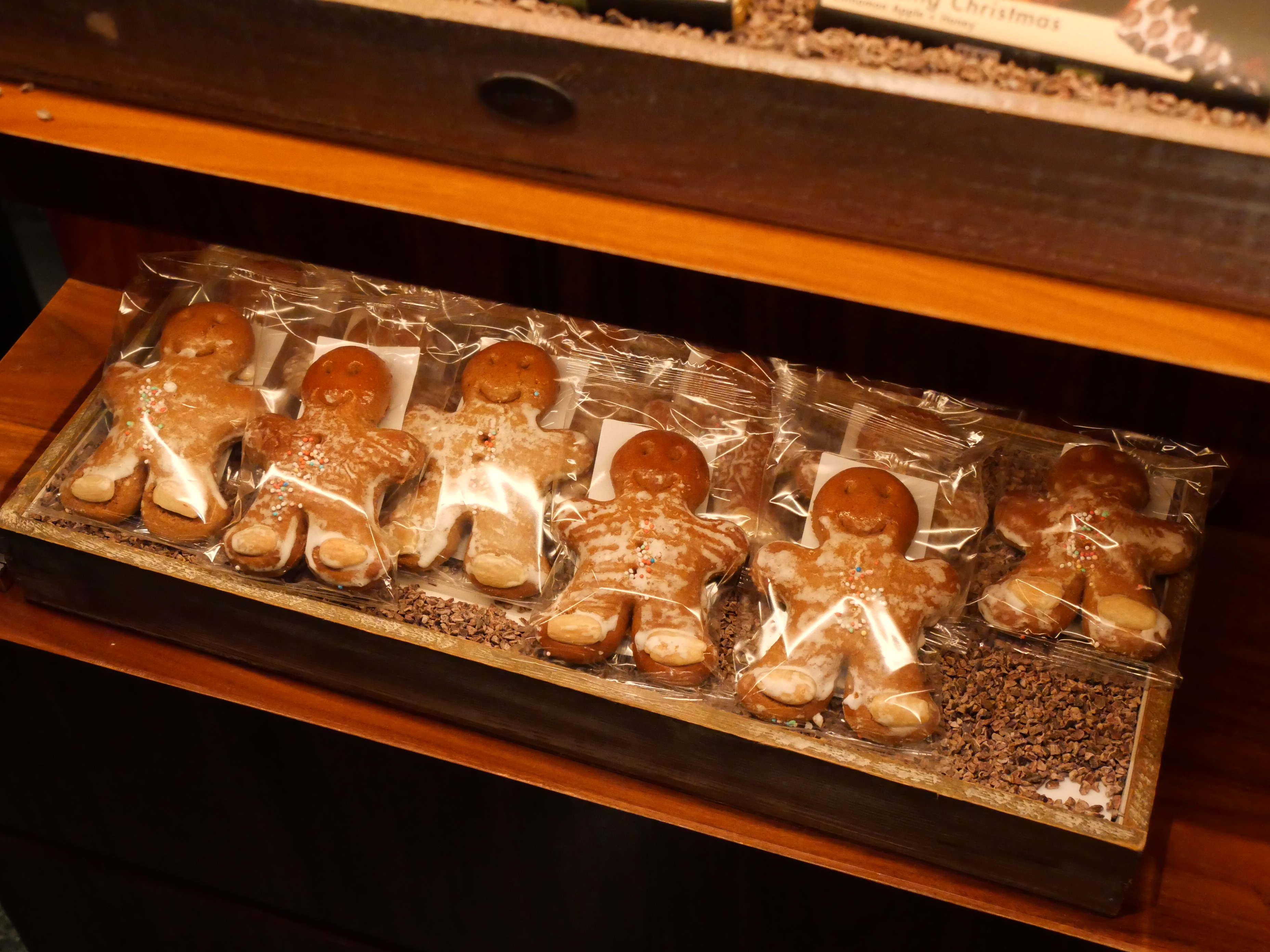
薑餅人

薑餅人（英文：gingerbread man）是指用薑餅製成的人形曲奇餅乾，是耶誕節過節食品的一種。

## 歷史
西方早在十五世紀時，已開始製作薑餅，而到了十六世紀，已有將餅乾製成人形的習慣。有關薑餅人的最早記載則是在英國伊丽莎白一世的宮中：她命人將薑餅製成她重要客人的樣貌。

## 文學與大眾文化
- 〈薑餅人（The Gingerbread Man）〉：一個有關薑餅人的童話，它住在獨理徑，故事中的薑餅人最後被狐狸吃掉。
- 《史瑞克》系列中，有一個是根據以上童話改編而成的薑餅人（Gingy）角色。
- 有一首相當流行的歌叫〈Sweet Gingerbread Man〉。
- 勞勃·阿特曼在1998年曾將約翰·葛里遜一個棄置了的故事改編為電影《The Gingerbread Man》，該片由簡尼夫·班納、勞勃·杜瓦、小勞勃·道尼及芳姬·詹森等主演。

## 另見
- 德式薑餅

## 外部連結
- Gingerbread Man Decoration